# Templanza

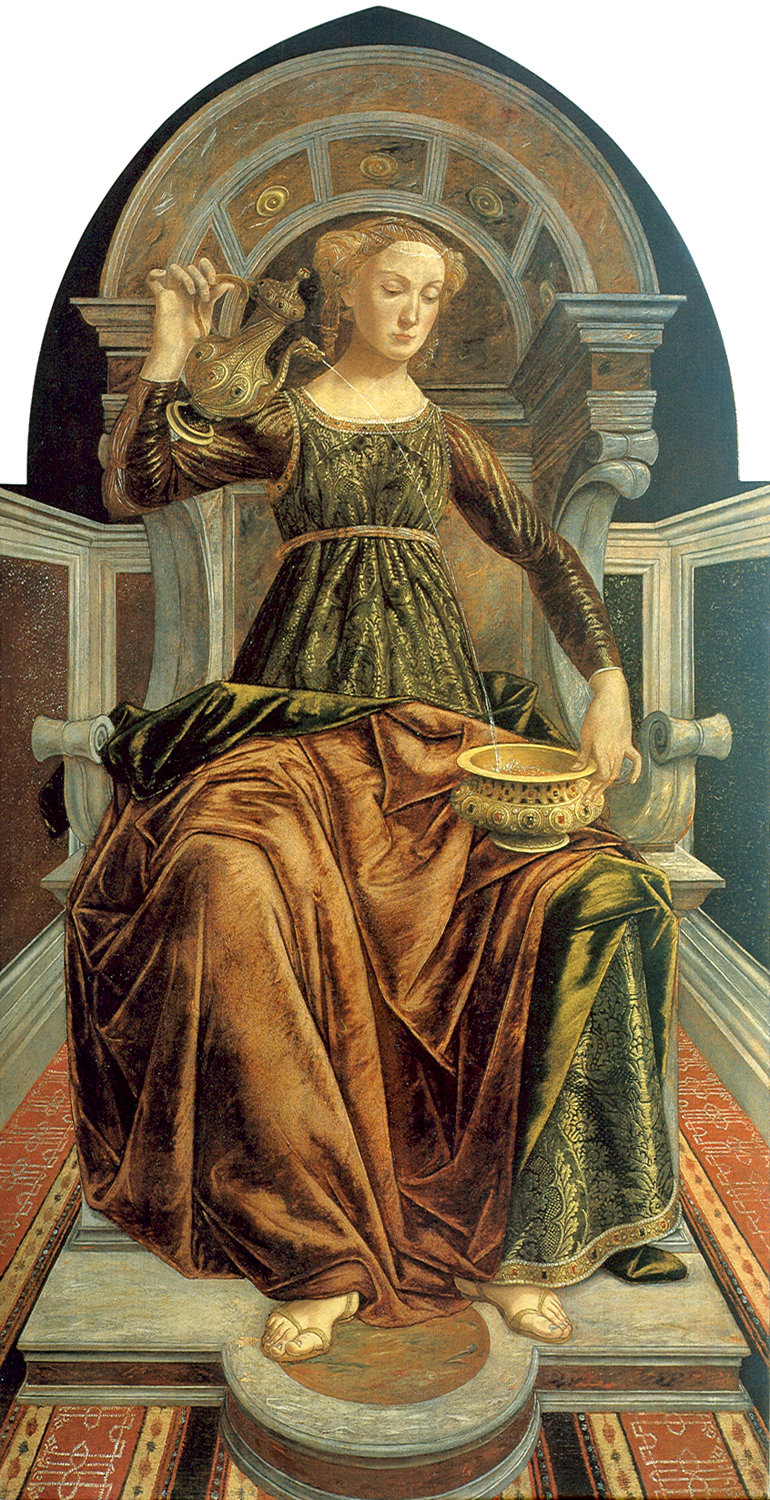
La Templanza renacentista de Piero Pollaiuolo ca. 1470

La templanza (también temperancia), en su uso moderno, es definida como moderación o autocontrol voluntario. Por lo general se la describe en términos de la abstención voluntaria de hacer algo que es perjudicial, como por ejemplo el control de la venganza mediante la práctica de la no violencia y el perdón, la mitigación de la arrogancia mediante el cultivo de la humildad y la modestia, el dominio de los excesos como el lujo extravagante o el derroche, y el temple de la ira o el anhelo a través de la calma y el autodominio.
La templanza ha sido descrita como una virtud por pensadores religiosos, filósofos y, en tiempo más recientes, por psicólogos, particularmente por el movimiento de la psicología positiva. La templanza cuenta con una larga historia dentro del pensamiento filosófico y religioso.
En la iconografía clásica la templanza ha sido representada a menudo como una mujer sosteniendo dos recipientes transfiriendo agua de uno a otro. Es una de las virtudes cardinales del pensamiento occidental y puede hallarse en la filosofía griega y en el cristianismo, así como en tradiciones orientales del budismo y el hinduismo.
La templanza es una de las siete virtudes dentro de la clasificación de la psicología positiva, junto con la sabiduría, el coraje, la humanidad, la justicia y la trascendencia. Generalmente se caracteriza como el control de los excesos y se expresa a través de cualidades como la castidad, la modestia, la humildad, el autocontrol, la hospitalidad, el decorum, la abstinencia y el perdón; cada una de ellas supone reprimir el exceso de algún impulso, como el deseo sexual, la vanidad o la ira.
El término "templanza" también puede hacer referencia a la abstención del alcohol (abstemio), especialmente en relación con el Movimiento de la Templanza. También puede hacer alusión a la moderación del alcohol.

## Perspectivas filosóficas

### Civilización griega
Hay dos palabras en griego antiguo que han sido traducidas como "temperancia" en el idioma inglés. La primera, sôphrosune, significa principalmente autocontrol. La otra, enkrateia, fue una palabra acuñada en tiempos de Aristóteles para dar a entender el control que uno ejerce sobre sí mismo o autodisciplina. Enkrateia aparece tres veces en la Biblia del Rey Jacobo, donde se traduce como templanza.
El significado moderno de templanza ha evolucionado desde su primer uso. En latín, tempero significa mesura (de la fuerza o de la ira), pero también, en términos más generales, el equilibrio o la mezcla adecuada (en particular, de temperatura o compuestos). De ahí la frase "templar una espada", que significa el proceso de calentamiento y enfriamiento de forjar una hoja de metal. El término latino también se refería a gobernar y controlar, probablemente de forma moderada (es decir, sin el uso de fuerza excesiva).
La templanza es una de las principales virtudes ateniense, como defiende Platón; el autocontrol (sôphrosune) es una de sus cuatro virtudes centrales de la ciudad ideal, y Aristóteles se hizo eco de ella. En "Charmides", uno de los primeros diálogos de Platón, se intenta describir la templanza, pero no se llega a dar una definición adecuada.

### Aristóteles
Aristóteles restringe el ámbito de la templanza a los placeres corporales y define la templanza como "un medio con respecto a los placeres", distinta de la autoindulgencia. Su explicación se encuentra en el Libro III de Ética a Nicómaco, capítulos 9-12, y concluye así:
De ahí a que el elemento apetitivo en un hombre templado debe armonizarse con el principio racional; porque lo noble es el objetivo al que ambos apuntalan, y el hombre templado anhela las cosas que debe, como debe, y cuando debe; y esto es lo que dirige l principio racional. Aquí concluimos nuestra explicación de la templanza.
Como ocurre generalmente con la virtud, la templanza se adquiere, al igual que las artes, mediante la repetición de los actos correspondientes. (II§1) Es un estado de carácter, no una pasión o una facultad, (II§5) específicamente una disposición a elegir en su término medio (II§6) entre el exceso y el defecto. (II§2) El punto medio es difícil de alcanzar, y se capta por la percepción, no por el razonamiento. (II§9) El placer de hacer actos virtuosos es indicio de que se ha adquirido la disposición virtuosa. (II§3)

### Marco Aurelio
En sus Meditaciones, el emperador Romano y filósofo estoico Marco Aurelio define la templanza como "una virtud opuesta al amor por el placer". Argumenta que la templanza separa a los humanos de los animales, y escribe que:
Es el peculiar oficio del movimiento racional e inteligente circunscribirse a sí mismo, y nunca ser dominado ni por el movimiento de los sentidos ni por el de los apetitos, porque ambos son animales; pero el movimiento inteligente reclama superioridad y no se deja dominar por los demás.
Para Marco, esta facultad racional existe para comprender los apetitos, en lugar de ser controlado por ellos. En el noveno libro de las Meditaciones, da este consejo: "No des rienda suelta a la imaginación: controla el deseo: extingue el apetito: mantén la facultad gobernante en su propio poder".
Marco se inspira en su padre, a quien recuerda como "satisfecho en todas las ocasiones", que "mostraba sobriedad en todas las cosas" y "no se bañaba a horas intempestivas; no era aficionado a construir casas, ni sentía curiosidad por lo que comía, ni por la textura y el color de su ropa, ni por la belleza de sus esclavos". Marco escribe que la templanza es a su vez difícil y, aun así, importante. Compara favorablemente a su padre con Sócrates, en el sentido de que "pudo tanto abstenerse como disfrutar de aquellas cosas de las que muchos son demasiado débiles para abstenerse y no pueden disfrutar sin excesos. Pero ser lo suficientemente fuerte como para soportar lo uno y ser sobrio en lo otro es la marca de un hombre que tiene un alma perfecta e invencible".

### Tomás de Aquino
En su Summa Theologica, Tomás de Aquino define la templanza de la siguiente manera: "Sin embargo, la templanza, considerada como virtud humana, trata de los deseos de placeres sensibles". La noción de 'placer sensible' recibe una mayor expansión cuando afirma que "el objeto de la templanza es un bien con respecto a los placeres relacionados con la concupiscencia del tacto". Además, define la templanza en sí misma asociándola con la tolerancia hacia los placeres sensibles, en oposición a la mera tolerancia al dolor sensible, una distinción que destaca cuando afirma que "el hombre templado es elogiado por abstenerse de los placeres del tacto, más que por no rehuir las penas que son contrarias a ellas".
Para Tomás de Aquino, la templanza nunca tiene por qué contradecir al placer en sí mismo: "El hombre templado no rehúye todos los placeres, sino aquellos que son inmoderados y contrarios a la razón". Por ejemplo, habla de la comida y el sexo, que, cuando se abordan con templanza, cumplen los requisitos humanos para la supervivencia sin contradecir la virtud de la moderación:
Así pues, si tomamos un bien, y es algo que se percibe por el sentido del tacto, y que pertenece a la conservación de la vida humana, ya sea en el individuo o en la especie, como los placeres de la mesa o de las relaciones sexuales, pertenecerá a la virtud de la templanza.

### Michel de Montaigne
Al igual que Marco Aurelio, el filósofo francés Michel de Montaigne escribe en su ensayo 'De la experiencia' que la templanza perfecciona el alma:
La grandeza de alma no consiste tanto en subir y en empujar, como en saber gobernarse y circunscribirse; todo lo toma por grande, eso es suficiente, y se demuestra en preferir las cosas moderadas a las eminentes.

## En el arte

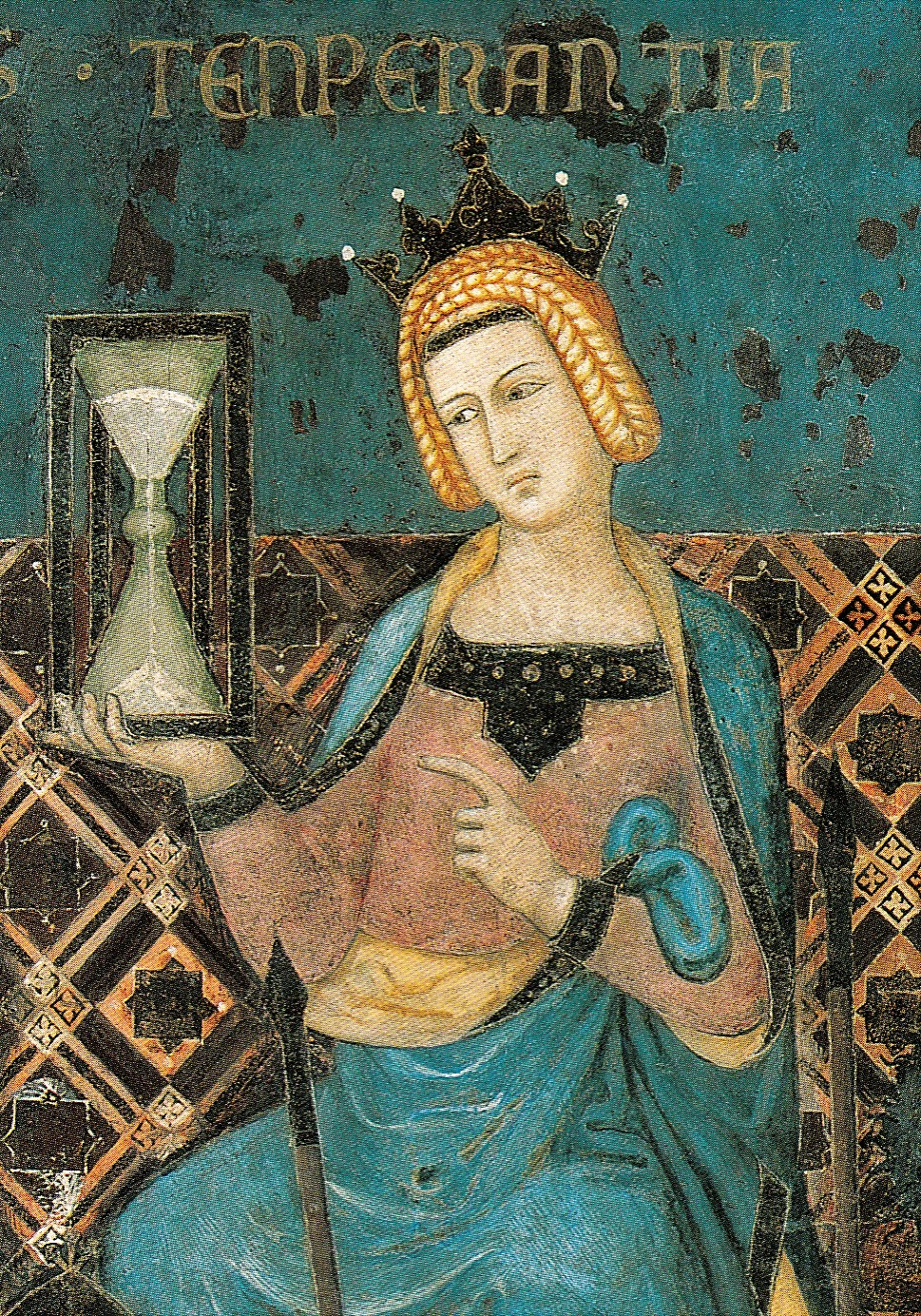
Ambrogio Lorenzetti: Templanza (1340). Palacio Público, Siena
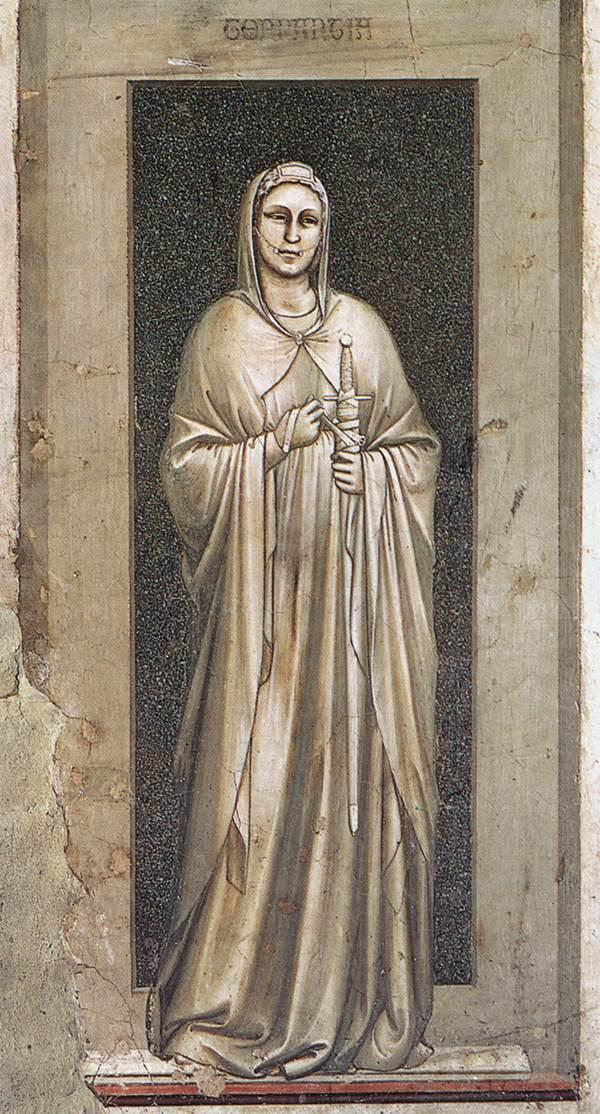
Giotto di Bondone: Templanza (1306). Capilla de los Scrovegni, Padua
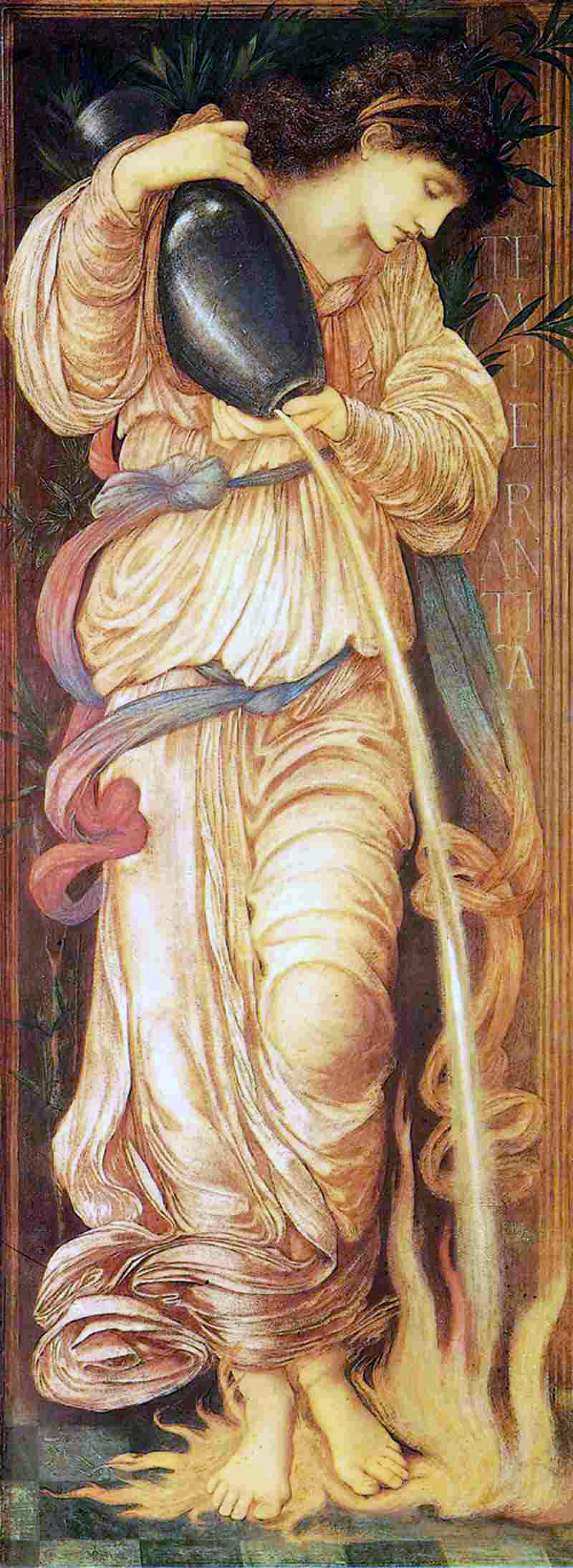
Edward Burne-Jones Temperantia (1872)
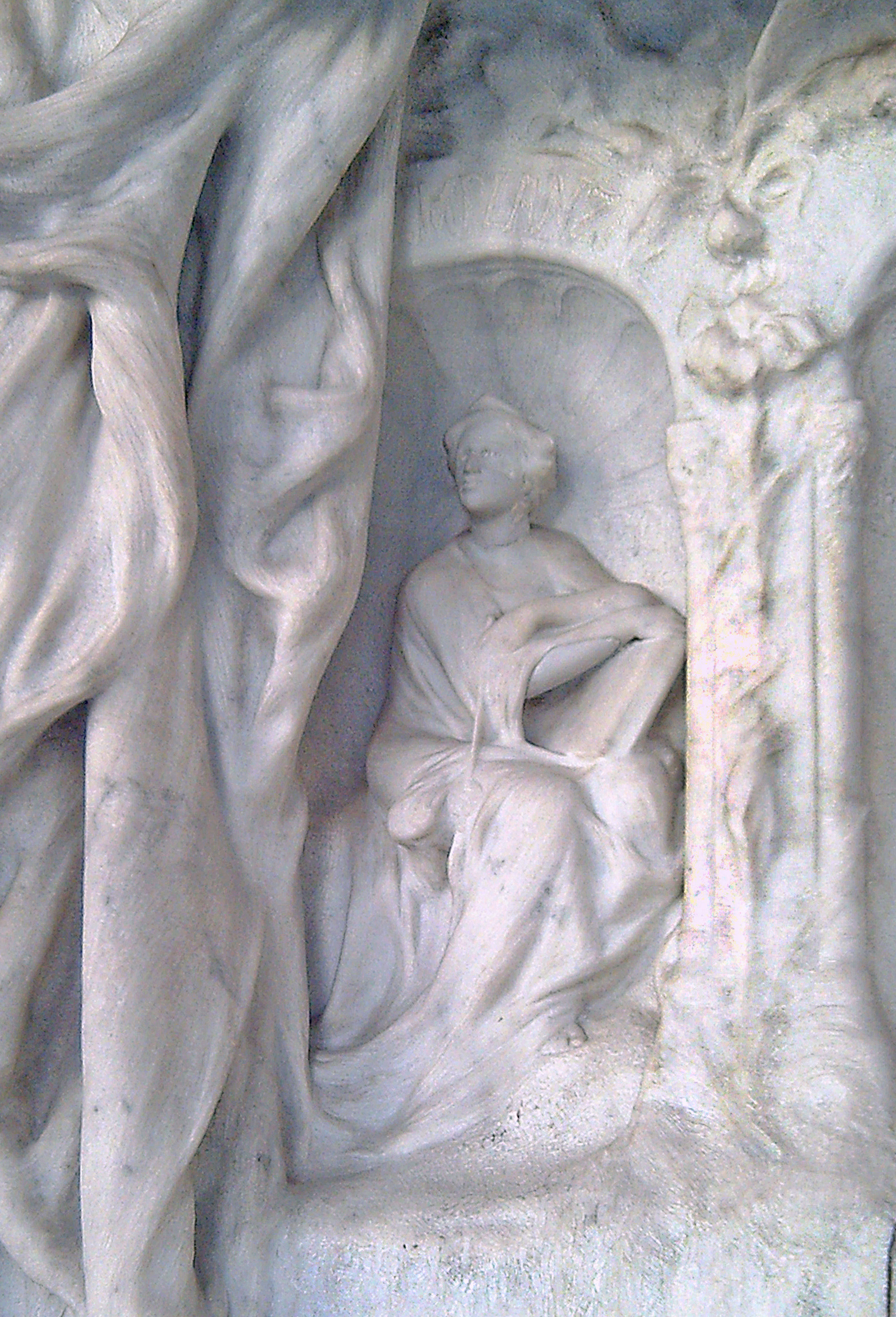
Alegoría de la Templanza en el Mausoleo de Cánovas del Castillo (Madrid), obra de Agustín Querol en 1906.